# Église Saint-Bernard de Fontaine-lès-Dijon
Pour les articles homonymes, voir Église Saint-Bernard.
L’église Saint-Bernard de Fontaine-lès-Dijon est une église des XIVe et XVIe siècles à Fontaine-lès-Dijon en Côte-d'Or en Bourgogne-Franche-Comté, consacrée à saint Bernard de Clairvaux. Elle est inscrite aux monuments historiques depuis 1945. Elle se situe sur la butte qui domine la ville, et fait partie avec le Château-basilique de Fontaine-lès-Dijon du site Saint-Bernard.

## Historique
En 1102, sainte Alèthe de Montbard (mère de saint Bernard de Clairvaux) fait édifier une chapelle dédiée à saint Ambrosinien face à son château de Fontaine-lès-Dijon (où naît saint Bernard en 1090).
Au XIVe et au XVIe siècles, l'église actuelle est construite sur l'emplacement de la chapelle avec un clocher octogonal et un carillon de cinq cloches. Elle est placée sous le vocable de saint Bernard en 1860.
Jusqu'à l'été 2021, la fraternité sacerdotale Saint-Pierre desservait cette paroisse depuis vingt-quatre ans, avant d'être « remerciée » par l'archevêque de Dijon.

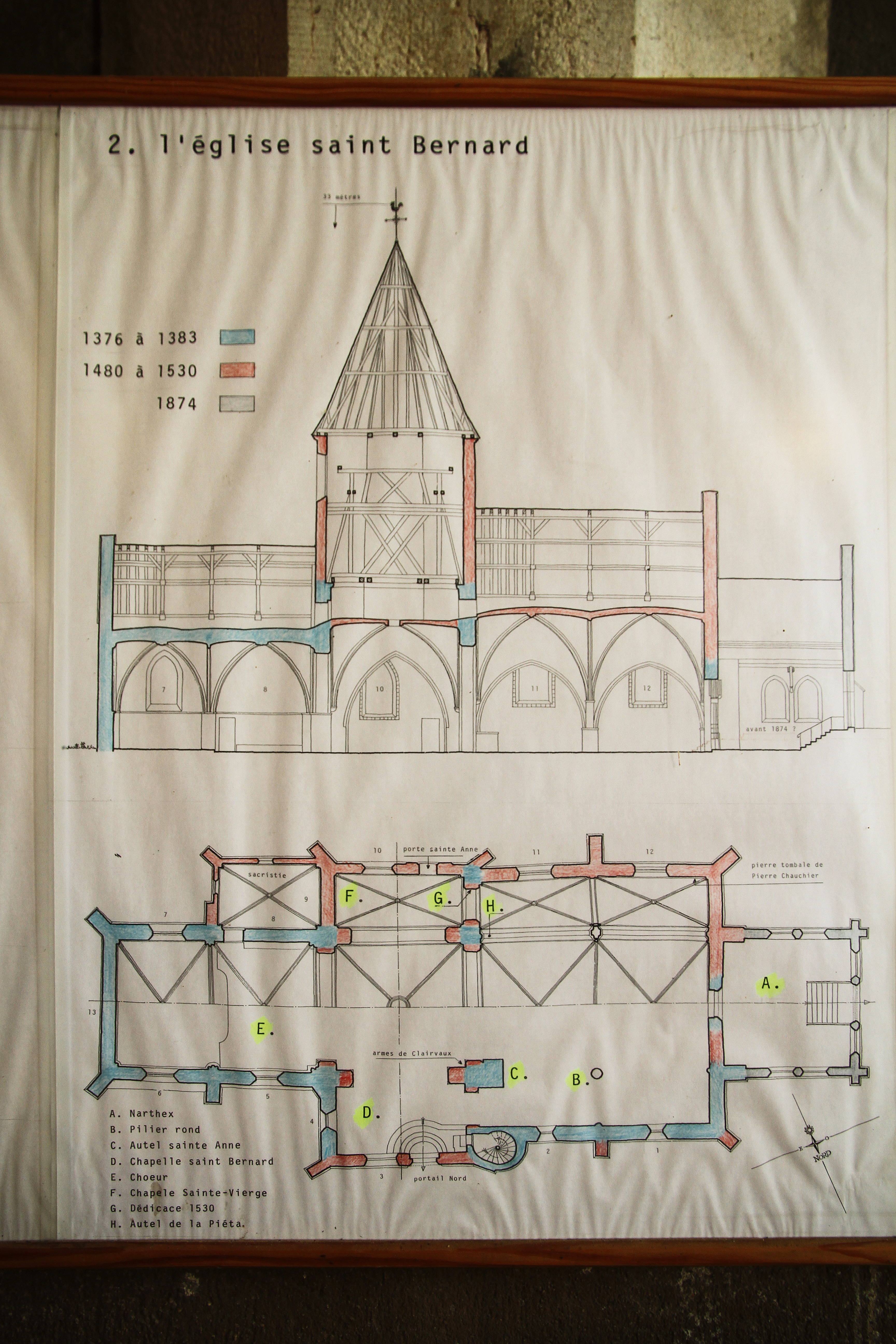
Plan présenté à l'entrée de l'église.

## Description

### Intérieur
Les vitraux contemporains du choeur de l'église datent de 1975, et sont une création du peintre Raymond Dumoux (Voir section "vitraux" de l'oeuvre de l'artiste). Ils ont été réalisés et installés par l'atelier Picard de Chapaize (71).

## Protection
L'église Saint-Bernard fait l’objet d’un classement au titre des monuments historiques depuis 1945.

## Galerie

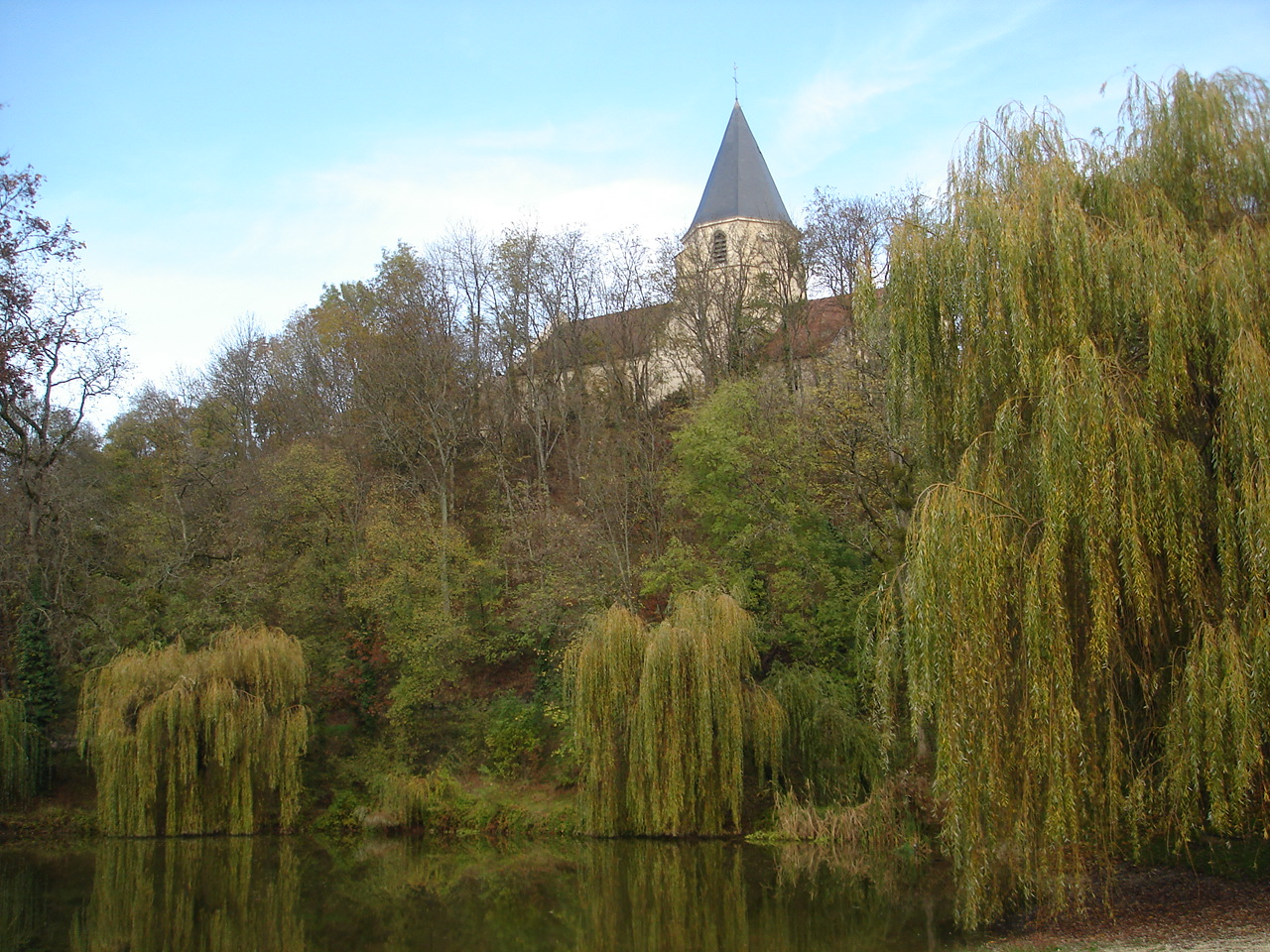
L'église vue du bassin.
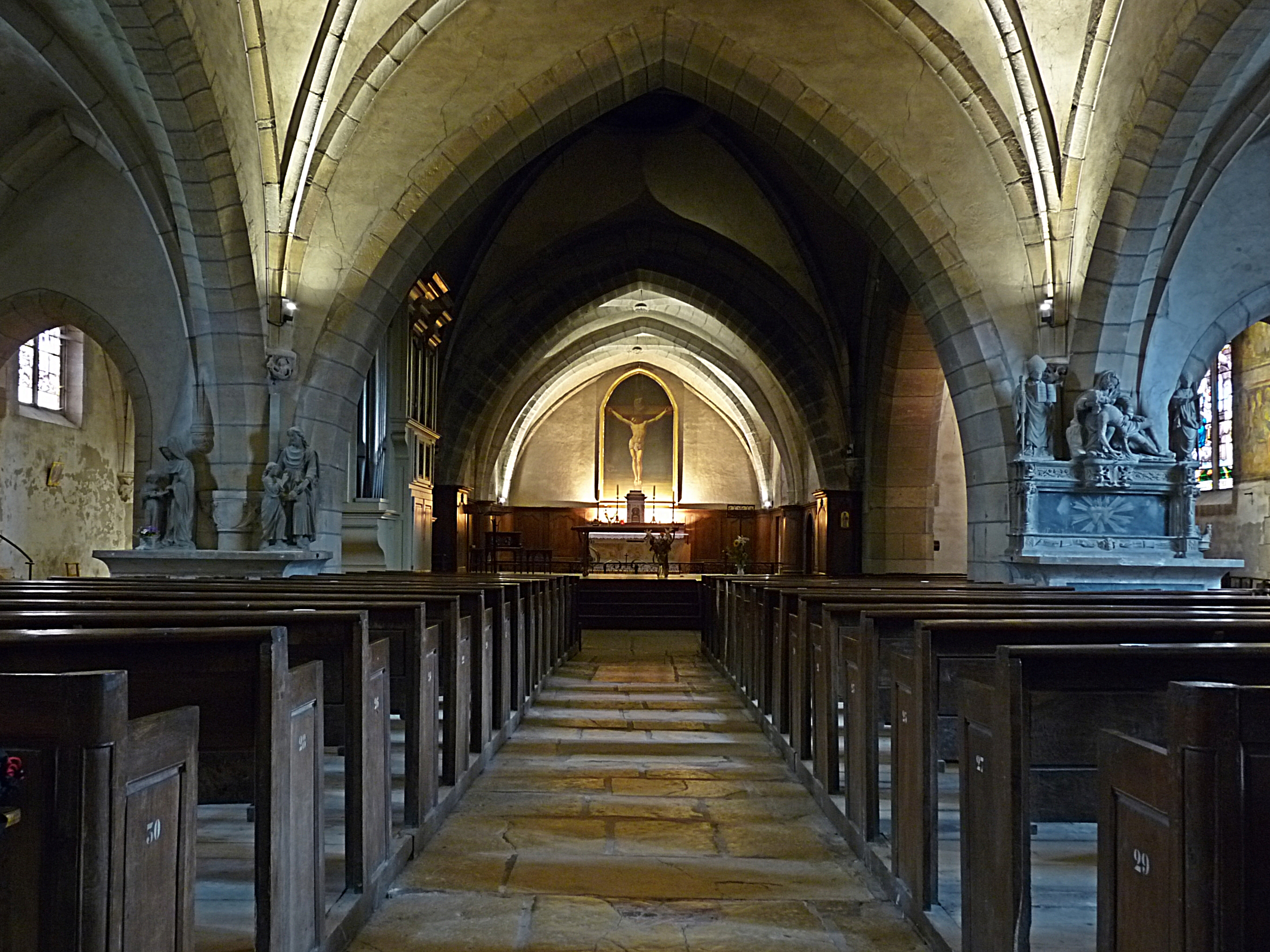
La nef centrale, vue vers l'autel.
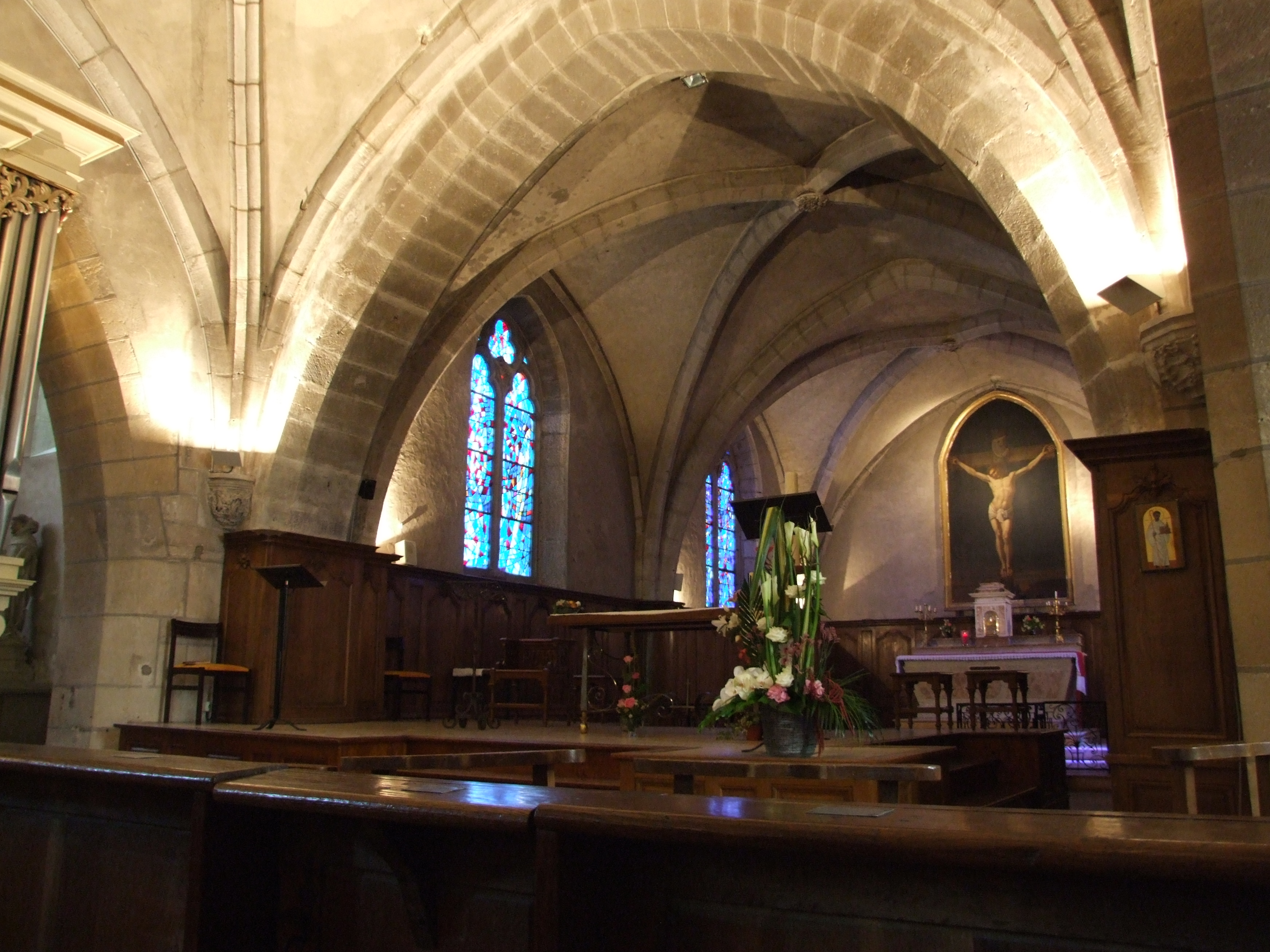
Le chœur vu du transept droit.
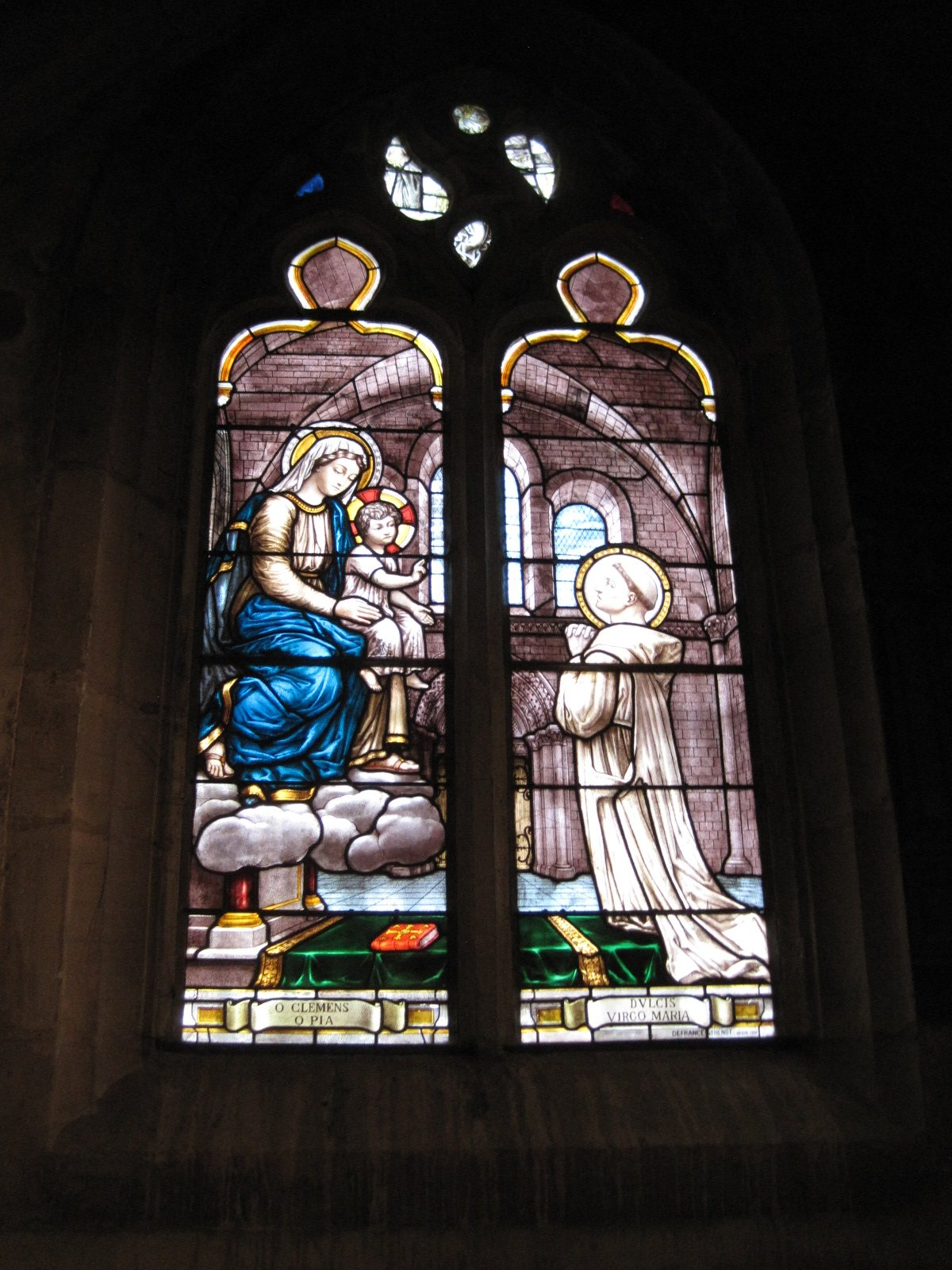
Vitrail avec saint Bernard devant la Vierge à l'Enfant.
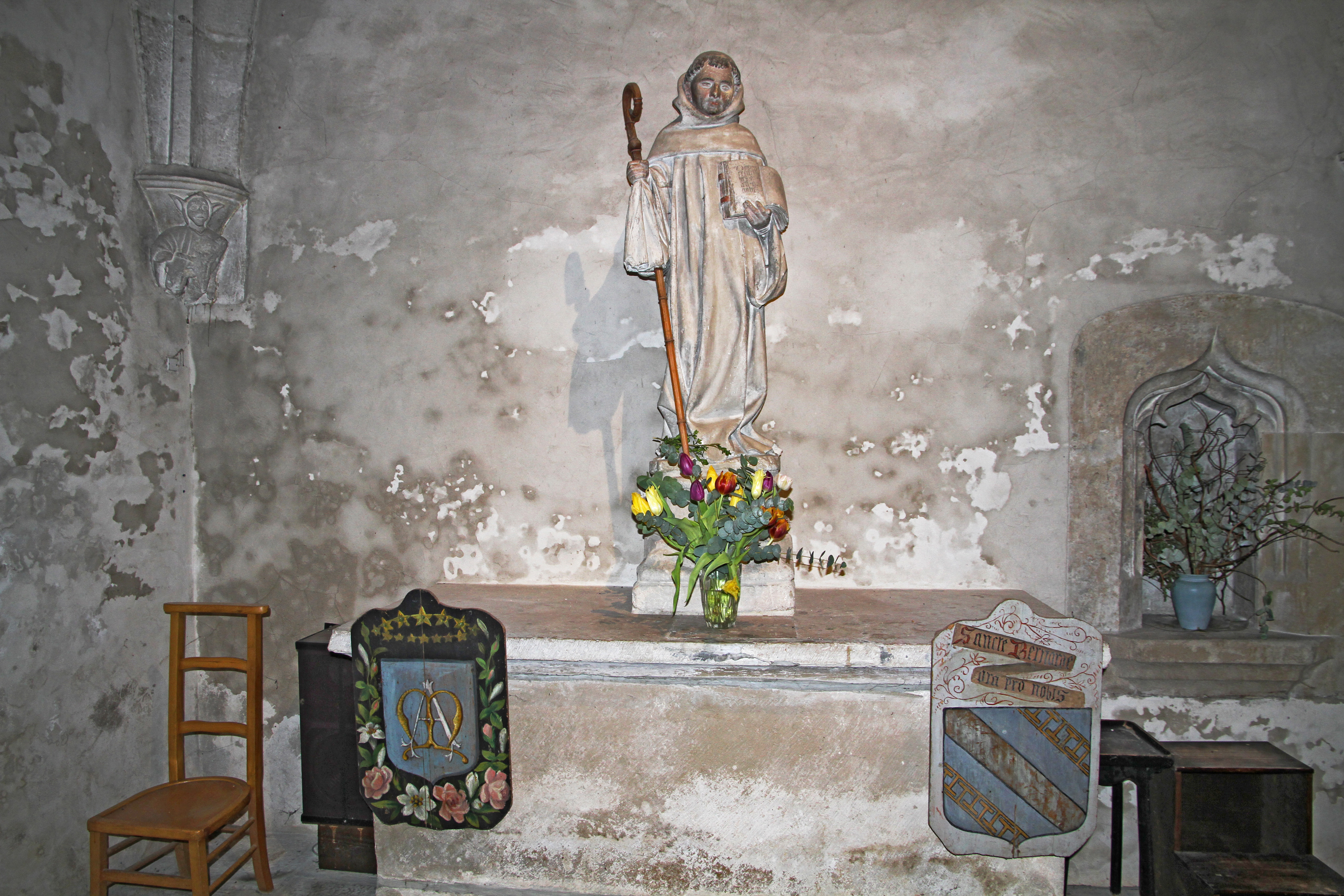
Statue de saint Bernard avec sa crosse d'abbé et tenant la Règle bénédictine...
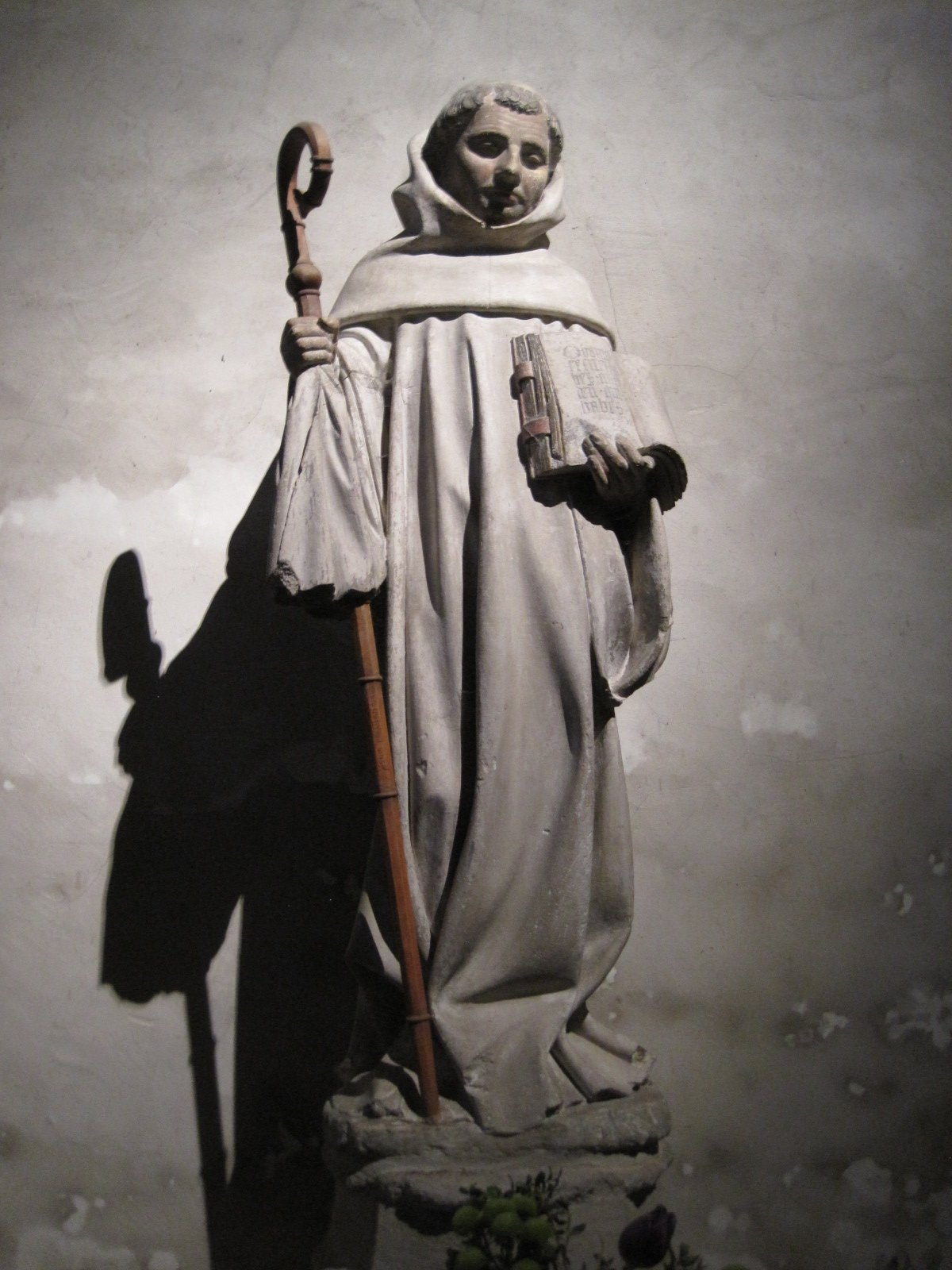
… pour l'ordre cistercien qu'il a réformé  Classé MH (2001)[5].
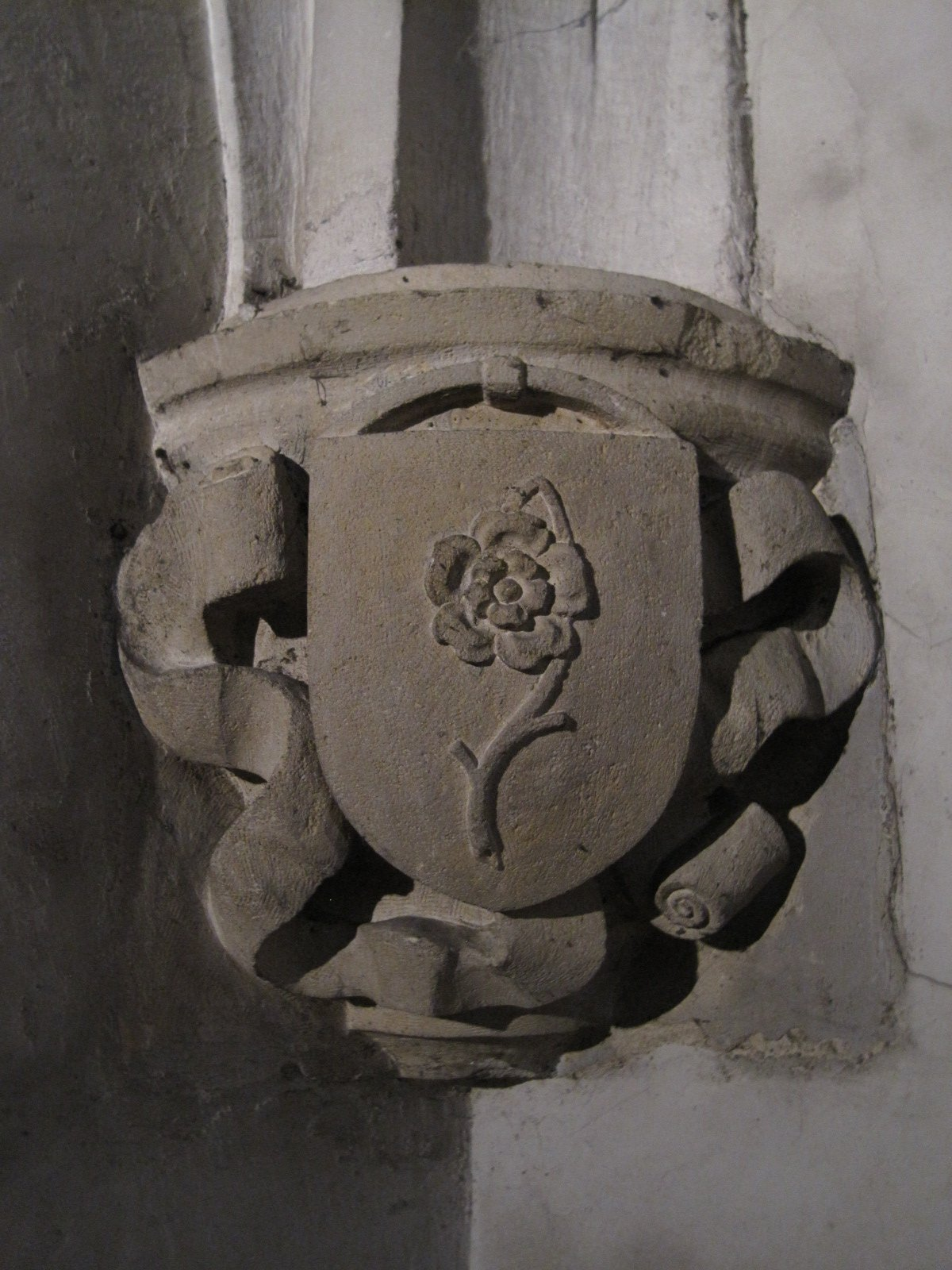
Armoiries d'une quintefeuille, sculptées sur un chapiteau.
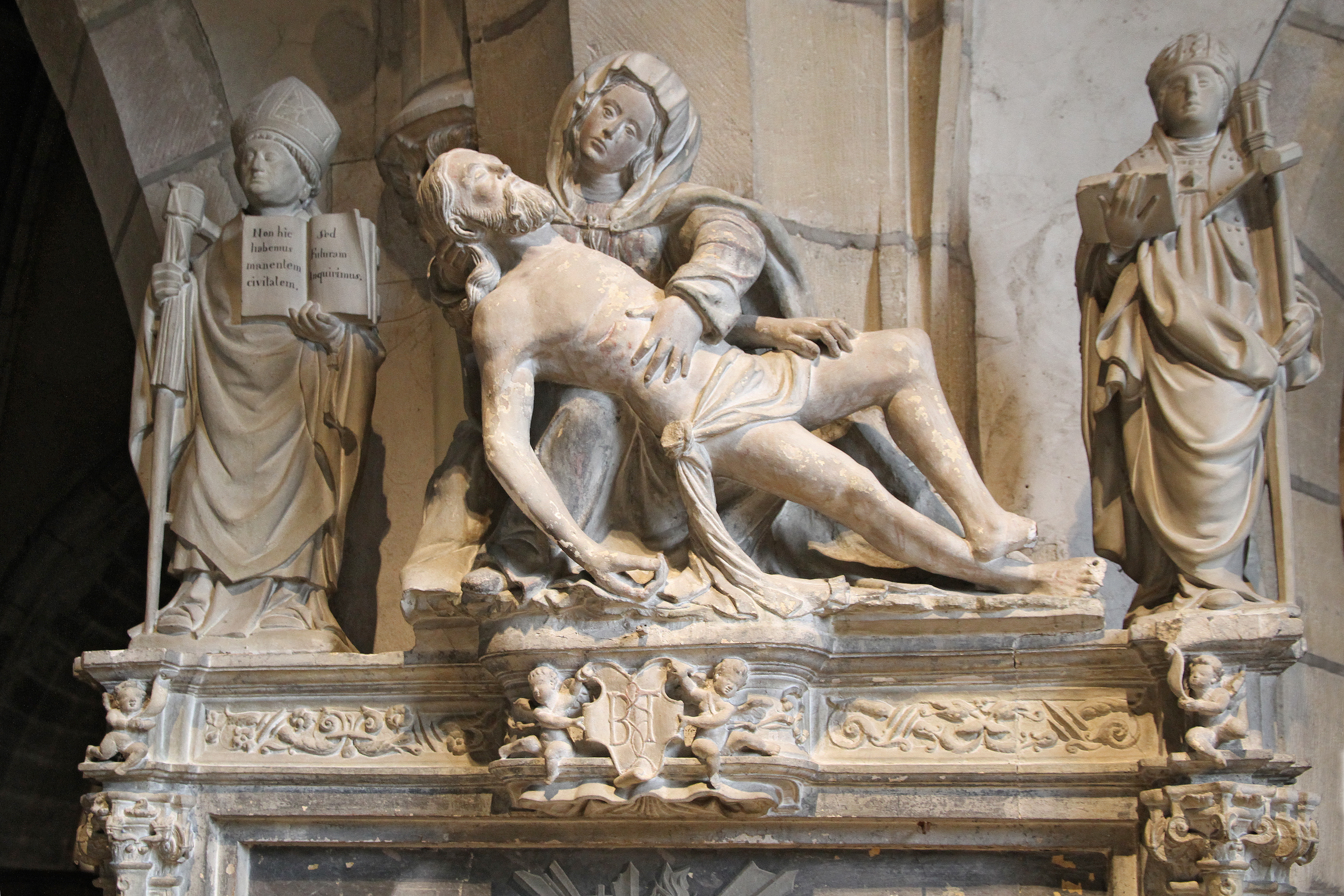
Groupe sculpté de Notre-Dame de Pitié  Classé MH (1933)[6].
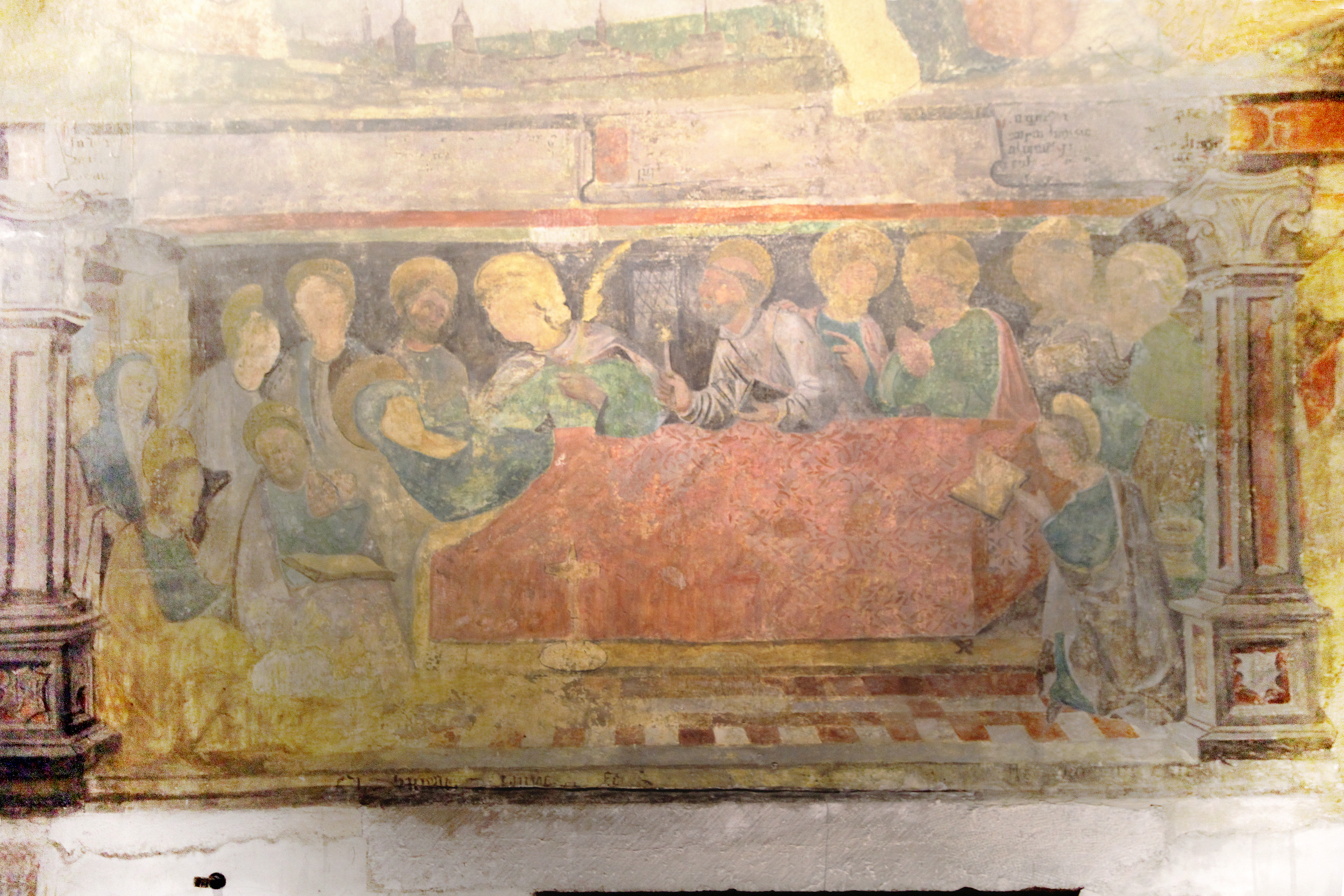
Fresque de la dormition de la Vierge  Classé MH (1945)[7].